# 21447 Yungchieh
A 21447 Yungchieh (ideiglenes jelöléssel 1998 HZ18) a Naprendszer kisbolygóövében található aszteroida. A LINEAR projekt keretében fedezték fel 1998. április 18-án.